# Klaus Müller-Domnick

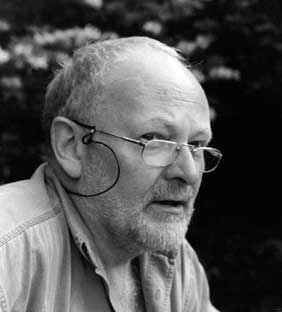
Klaus Müller-Domnick

Klaus Müller-Domnick (* 1. Februar 1937 in Feudingen; † 6. April 2000 in Kassel) war ein deutscher Bildhauer, Grafiker und Kunsterzieher.

## Leben
Klaus Müller-Domnick wurde als Klaus Friedrich Müller am 1. Februar 1937 in Feudingen bei Bad Laasphe in Westfalen geboren.
Nach der Volksschule in Feudingen machte er am Aufbaugymnasium Laasphe 1956 sein Abitur. Er studierte von 1956 bis 1962 an der Hochschule für bildende Künste (damals die sog. Werkakademie) in Kassel die Fachrichtungen Kunsterziehung und Werken mit dem Hauptfach Bildhauerei.
Danach folgte die Referendarausbildung, die er 1965 mit der 2. Staatsprüfung für das Lehramt an Gymnasien abschloss. Ab 1965 war er bis zu seinem Ruhestand 1997 als Kunsterzieher an der Wilhelmschule Kassel tätig.
Zwischenzeitlich hatte er von 1968 bis 1970 einen Lehrauftrag an der HbK Kassel (Lehrinhalt Schulpraktische Studien) und im Jahr 1969 eine Gastdozentur an der HbK Kassel über „Räumlich-plastisches Gestalten“.
Von 1971 bis 1972 hatte er einen Lehrauftrag an der Gesamthochschule Kassel, Organisationseinheit Gestaltlehre (Lehrinhalt Gestaltlehre und Schulpraxis), zuvor verbrachte er das Jahr 1970 mit einem Stipendium des Bundesinnenministers an der Cité Internationale des Arts in Paris.
Ab 1973 arbeitete er im documenta forum Kassel mit. Ab 1974 hatte er die Fachleitung für Kunst und Werken am Studienseminar 1 für das Lehramt an Gymnasien in Kassel. Ab 1990 hielt er Vorträge an der Gazi-Universität in Ankara.
Neben dem Beruf als Kunstlehrer arbeitete er als Bildhauer in seiner eigenen Werkstatt. Dabei hatte er sich schon früh für die geometrische Form des Würfels interessiert. Seit seinen in den 1960er Jahren begonnenen systematisch-konstruktiven Arbeiten beschäftigte er sich intensiv mit der Definition des Würfels im Raum.

## Genese
- ab 1959 Experimente mit stereometrischen Grundkörpern und deren Abkömmlingen

Material: Gips, Holz, Marmor
- ab 1965 Variable Objekte aus Bauelementen in Plexiglas, systematische Untersuchungen des Grundkörpers Würfel und seiner Schnittmöglichkeiten, Kombination von Würfelabkömmlingen, Durchdringung von Würfel und Schnittebenen und Sattelflächen

Material: Acrylglas, weiße Kunststoffe
- ab 1970 Reihen aus sich drehenden Schnittflächen im Würfelgitter, Kombination von Flächendigonalen

Material: Weiße Kunststoffe
- ab 1972 Entwicklung eines Raumtragwerks für Architektur, Mitarbeit in einem Architektenteam
- ab 1974 Zeichnungen
- ab 1978 Kombination von Flächen- und Raumdiagonalen im Würfelgitter, Arbeiten in Aluminium und PVC, Reihen aus Würfelabschnitten
- ab 1980 Definition von Reihen (Vollwürfel bis Null), Würfelausschnitte als Einzelkörper

Material: Weiße Kunststoffe
Teilnahme an Wettbewerben für Großplastik
- ab 1981 Installationen, Verspannungen im Raum

Material: Drahtseil
- ab 1982 Addition von Einzelwürfeln zu Säulen, Kombination der Säulen zu Raumstrukturen, Durchdringung von kubischen Säulen mit Viertelkugeln

Material: Holz
- ab 1990 Kombination unterschiedlicher Materialien: Stein/Holz/Stahl/Acrylglas, Verlassen des Würfelgitters, Konfrontation von gehobeltem und gerissenem Holz, Arbeiten in Thassos-Marmor, Zeichnungen mit Bleistift und Tusche[1]

## Ausstellungen

### Gruppenausstellungen
- 1963 Recklinghausen: „Junger Westen“
- 1965 Emden, Kunstkabinett: „Konkrete Kunst“
- 1966 Fulda, Atelier Böhm
- 1967 Rheine, Kleine Galerie: „Kinetische Kunst“

Mönchengladbach, Galerie Jülicher
Gelsenkirchen, Galerie Hauptstraße 1
- 1968 Wiesbaden, Ludwigshafen, Dortmund: „Kunst + Kunststoff“

Bad Godesberg, Galerie Schütze
Kassel, Köln, Galerie Reckermann
Hamburg, Kunsthaus: „public eye“
Koblenz, Galerie Teufel: „Systematische Programme“
Mannheim, Museum: Ausstellung zum Kunstpreis der Jugend
- 1969 Braunschweig, Galerie Langer

Nürnberg, Kunsthalle: Biennale 69 „Konstruktive Kunst, Elemente und Prinzipien“
Belgrad, Museum: „Konstruktive Kunst“
Recklinghausen, Kunsthalle: „Kunst als Spiel - Spiel als Kunst“
Bochum, Galerie M
Koblenz, Galerie Teufel
Berlin, Galerie Daedalus: „Mini-Objekte-Bilder“
- 1970 Eindhoven, International Agency of Modern Art

Basel, Galerie Teufel, Kunstmesse
London, Arts Council: „New Multiple Art“
Brüssel, Galerie Le Disque Rouge
- 1971 München, Münster: „Aktiva 71“

Basel, Kunstmesse, Galerie Teufel
Köln, Galerie Teufel
Bielefeld, Galerie Jesse: „Licht und Bewegung“
Brüssel, Galerie Le Disque Rouge: „Recherches Objectives“
- 1972 Paderborn, Stadthaus: Norm + Form
- 1981 Kassel, Kunstverein
- 1985 Kassel, Kunstverein
- 1986 Friedberg, Edition Hoffmann: „Die Ecke“
- 1988 Sion, Kantonales Museum
- 1989 Hagen, Osthaus-Museum: „Aus dem Würfelmuseum“

Kunstraum Heringen: „Kunst an der Grenze“
- 1992 Bollstedt, Kunstprojekt ZEITBRÜCKEN

Kassel, Dock 4, BBK: Zeichnungen
- 1994 Wiesbaden, Landesmuseum „Hessiale 94“
- 1996 Kassel, Dock 4, BBK: Zeichnungen II
- 1998 Kassel, Kunstverein, BBK: „Tagesform“
- 2000 BBK: „Kassel - Erfurt“

### Einzelausstellungen
- 1964 Emden, Kunstkabinett
- 1967 Kassel, Galerie Ricke
- 1970 Köln, Galerie Reckermann

Koblenz, Köln, Galerie Teufel
- 1971 Gießen, Galerie Ortas

Bielefeld, Galerie Jesse
- 1972 Kaiserslautern, Galerie Goebels

Gelsenkirchen, Galerie Pa Czepan
- 1981 Fritzlar, Grauer Turm
- 1983 Kassel, Kunstverein
- 1987 Kassel, Atelier Müller-Domnick

Frankfurt, Galerie Einbaum
- 1992 Mühlhausen, Museum
- 1998 Kassel, Wilhelmsgalerie[2]

## Veröffentlichungen

### Kataloge
- 1965 Konkrete Kunst, Emden
- 1968 Kunst & Kunststoff, Wiesbaden
- 1968 public eye, Hamburg
- 1969 Biennale Nürnberg, Konstruktive Kunst
- 1969 Mini-Objekte-Bilder, Berlin
- 1970 New Multiple Art, London
- 1971 Aktiva '71, München
- 1971 Récherches Objektives, Brüssel
- 1972 Norm & Form, Paderborn
- 1986 die ecke the corner le coin, Friedberg
- 1989 Kunst an der Grenze, Heringen
- 1989 Aus dem Würfelmuseum, Hagen
- 1992 „Zeichnungen“, BBK Kassel

### Zeitschriften
- 1971 The Strukturist no. 11, Canada
- 1973 Nothpfortenstr. 1 - Zeitschrift für zeitgenössische Kunst, Bielefeld[3]